# Пастбищное
Па́стбищное (до 1948 года Джайла́в; укр. Пасовищне, крымскотат. Caylav, Джайлав) — исчезнувшее село в Черноморском районе Республики Крым, располагавшееся на юго-западе района, на полуострове Тарханкут в Крыму, примерно в 2,5 км северо-западнее современного села Окунёвка.

## История
Поселение Джайлав возникло, судя по доступным историческим документам, в начале XX века, поскольку впервые встречается в Статистическом справочнике Таврической губернии 1915 года, согласно которому в посёлке Джайлав Кунанской волости Евпаторийского уезда числилось 6 дворов с русским населением в количестве 30 человек приписных жителей и 30 — «посторонних». На одноимённом хуторе — 2 двора и 15 жителей.
После установления в Крыму Советской власти, по постановлению Крымревкома от 8 января 1921 года № 206 «Об изменении административных границ» была упразднена волостная система и образован Евпаторийский уезд, в котором создан Ак-Мечетский район и село вошло в его состав, а в 1922 году уезды получили название округов. На карте Крымского Стат. управления 1922 года Биюк-Тарпанчи впервые подписан, как Беши. 11 октября 1923 года, согласно постановлению ВЦИК, в административное деление Крымской АССР были внесены изменения, в результате которых округа были отменены, Ак-Мечетский район упразднён и село вошло в состав Евпаторийского района. Согласно Списку населённых пунктов Крымской АССР по Всесоюзной переписи 17 декабря 1926 года, в селе Джайлав и хуторе Джайлав-Кереджи, Кунанского сельсовета (в котором село состоит всю дальнейшую историю) Евпаторийского района, числилось 13 дворов, все крестьянские, население составляло 54 человека, из них 23 русских и 31 украинец. Согласно постановлению КрымЦИКа от 30 октября 1930 года «О реорганизации сети районов Крымской АССР», был восстановлен Ак-Мечетский район (по другим данным 15 сентября 1931 года) и село вновь включили в его состав. По данным всесоюзная перепись населения 1939 года в селе проживало 4 человека.
С 25 июня 1946 года Джайлав в составе Крымской области РСФСР. Указом Президиума Верховного Совета РСФСР от 18 мая 1948 года, Джайлав переименовали в Пастбищное. 26 апреля 1954 года Крымская область была передана из состава РСФСР в состав УССР. С начала 1950-х годов, в ходе второй волны переселения (в свете постановления № ГОКО-6372с «О переселении колхозников в районы Крыма»), в Черноморский район приезжали переселенцы из различных областей Украины. Ликвидировано в период между 1968 годом, когда посёлок ещё числился в составе позже упразднённого Красносельского сельского совета и 1977-м, когда Пастбищное уже числилась в списке упразднённых.